# (11135) Ryokami
(11135) Ryokami est un astéroïde de la ceinture principale.

## Description
(11135) Ryokami est un astéroïde de la ceinture principale. Il fut découvert le 3 décembre 1996 à Ōizumi par Takao Kobayashi. Il présente une orbite caractérisée par un demi-grand axe de 2,91 UA, une excentricité de 0,11 et une inclinaison de 1,7° par rapport à l'écliptique.

## Compléments